# Ortogonální grupa
Ortogonální grupa je množina všech rotací a zrcadlení Euklidova prostoru spolu s operací skládání. Obecněji jde o grupu lineárních transformací vektorového prostoru zachovávajících nějakou symetrickou bilineární formu.

## Formální definice
Nechť {\displaystyle \scriptstyle V} je vektorový prostor, na kterém je dána nedegenerovaná symetrická bilineární forma {\displaystyle \scriptstyle g}. Ortogonální grupu {\displaystyle \scriptstyle O(V,g)} definujeme jako množinu všech invertibilních lineárních zobrazení
{\displaystyle A:V\to V\,\!}
takových, že pro všechna {\displaystyle \scriptstyle \mathbf {v} ,\mathbf {w} \in V} platí
{\displaystyle g(\mathbf {v} ,\mathbf {w} )=g(A\mathbf {v} ,A\mathbf {w} )}.
Operace skládání definuje na {\displaystyle \scriptstyle O(V,g)} strukturu grupy. Pokud je {\displaystyle \scriptstyle V} reálný nebo komplexní vektorový prostor, zadává kanonické vnoření {\displaystyle \scriptstyle O(V,g)} do vektorového prostoru {\displaystyle \scriptstyle End(V)} strukturu hladké variety – v tom případě se tedy jedná o Lieovu grupu.
Pro reálný vektorový prostor {\displaystyle \scriptstyle V} a nedegenerovanou formu {\displaystyle \scriptstyle g} signatury {\displaystyle \scriptstyle (p,q)} značíme příslušnou grupu {\displaystyle \scriptstyle O(p,q)}. Pro pozitivně definitní {\displaystyle \scriptstyle g} pak používáme značení {\displaystyle \scriptstyle O(n){\overset {\underset {\mathrm {def} }{}}{=}}O(n,0)}.
Pro komplexní prostor {\displaystyle \scriptstyle V} dimenze {\displaystyle \scriptstyle n} s nedegenerovanou komplexní bilineární formou {\displaystyle \scriptstyle g} značíme příslušnou Lieovu grupu {\displaystyle \scriptstyle O(n,\mathbb {C} )}.
Vzhledem k absenci specifické formy {\displaystyle \scriptstyle g} v tomto značení je zřejmé, že tyto symboly označují objekty definované až na izomorfismus (Lieových grup).
Pokud se omezíme na lineární zobrazení s determinantem {\displaystyle \scriptstyle 1}, dostáváme grupu {\displaystyle \scriptstyle SO(V,g)}, resp. {\displaystyle \scriptstyle SO(p,q)}, {\displaystyle \scriptstyle SO(n,\mathbb {C} )}. Značení {\displaystyle \scriptstyle O} a {\displaystyle \scriptstyle SO} pochází ze anglických názvů těchto grup: orthogonal a special orthogonal.
Někdy se symbolem {\displaystyle \scriptstyle O(n)} značí přímo množina ortogonálních matic {\displaystyle \scriptstyle \mathbf {A} } dimenze {\displaystyle \scriptstyle n}. To odpovídá volbě standardní symetrické formy {\displaystyle \scriptstyle g(x,y)=\sum _{i=1}^{n}x_{i}y_{i}}.

## Příklad
V reálném prostoru dimenze {\displaystyle \scriptstyle 2} se ortogonální grupa {\displaystyle \scriptstyle O(2)} dá popsat jako množina matic
{\displaystyle {\begin{pmatrix}\cos \alpha &-\sin \alpha \\\sin \alpha &\cos \alpha \end{pmatrix}}}
které reprezentují rotace o úhel {\displaystyle \scriptstyle \alpha } a matic
{\displaystyle {\begin{pmatrix}\cos \alpha &\sin \alpha \\\sin \alpha &-\cos \alpha \end{pmatrix}}}
které reprezentují zrcadlení kolem osy se směrem {\displaystyle \scriptstyle (\cos(\alpha /2),\sin(\alpha /2))}.
V trojrozměrném prostoru je {\displaystyle \scriptstyle O(3)} množina rotací kolem nějaké osy procházející počátkem souřadnicové soustavy a také zrcadlení podle nějaké roviny procházející počátkem.

## Vlastnosti
Grupy {\displaystyle \scriptstyle SO(n,\mathbb {C} )} jsou polojednoduché souvislé komplexní Lieovy grupy. Pro {\displaystyle \scriptstyle n\neq 1,2,4} jsou jednoduché (t.j. jejich Lieovy algebry jsou jednoduché Lieovy algebry). Podobně {\displaystyle \scriptstyle SO(n)} jsou reálné souvislé polojednoduché Lieovy grupy. Jak plyne z obecné teorie reprezentací polojednoduchých grup, všechny konečně dimenzionální reprezentace ortogonální grupy jsou rozložitelné na součty ireducibilních. Navíc každá ireducibilní reprezentace je obsažena v tenzorové mocnině definující reprezentace.
Grupa {\displaystyle \scriptstyle SO(2)} je komutativní a je izomorfní grupě jednotkových komplexních čísel {\displaystyle \scriptstyle S^{1}}. Grupa SO(3) je grupa rotací trojrozměrného Euklidova prostoru a jako hladká varieta je difeomorfní projektivnímu prostoru {\displaystyle \scriptstyle \mathbb {R} \mathbb {P} ^{3}}.
Dimenze {\displaystyle \scriptstyle SO(n)} jako hladké variety je {\displaystyle \scriptstyle {\frac {1}{2}}(n^{2}-n)}. Speciálně {\displaystyle \scriptstyle \dim SO(3)=3}, což odpovídá tomu, že každou rotaci v trojrozměrném Euklidově prostoru lze parametrizovat třemi tzv. Eulerovými úhly.
Platí {\displaystyle \scriptstyle SO(p,q)=SO(q,p)} (jedná se skutečně o rovnost a ne pouze izomorfizmus). [zdroj?]
Pro reálný vektorový prostor {\displaystyle \scriptstyle V} se grupa {\displaystyle \scriptstyle O(V,g)} jako varieta skládá ze dvou kopií variety {\displaystyle \scriptstyle SO(V,g)}, není tedy nikdy souvislá. Grupy {\displaystyle \scriptstyle SO(p,q)} mají dvě komponenty souvislosti pokud {\displaystyle \scriptstyle p\neq 0\neq q}, komponenta obsahující jednotku se značí {\displaystyle \scriptstyle SO^{+}(p,q)}. Pro každou grupu {\displaystyle \scriptstyle SO(p,q)} existuje souvislá grupa {\displaystyle \scriptstyle Spin(p,q)}, která je jejím dvojitým nakrytím. Navíc {\displaystyle \scriptstyle SO(p,q)} je kompaktní právě tehdy, když {\displaystyle \scriptstyle p} nebo {\displaystyle \scriptstyle q} je nula.
Fundamentální grupa {\displaystyle \scriptstyle SO(n)} pro {\displaystyle \scriptstyle n>2} je {\displaystyle \scriptstyle \mathbb {Z} _{2}}, fundamentální grupy variet {\displaystyle \scriptstyle SO^{+}(p,q)} jsou popsány v následující tabulce:
| {\displaystyle \pi _{1}(SO^{+}(p,q))\,\!} | {\displaystyle p=1\,\!}          | {\displaystyle p=2\,\!}                             | {\displaystyle p\geq 3}                                 |
| ----------------------------------------- | -------------------------------- | --------------------------------------------------- | ------------------------------------------------------- |
| {\displaystyle q=1\,\!}                   | {\displaystyle \{1\}\,\!}        | {\displaystyle \mathbb {Z} }                        | {\displaystyle \mathbb {Z} _{2}}                        |
| {\displaystyle q=2\,\!}                   | {\displaystyle \mathbb {Z} }     | {\displaystyle \mathbb {Z} \times \mathbb {Z} }     | {\displaystyle \mathbb {Z} \times \mathbb {Z} _{2}}     |
| {\displaystyle q\geq 3}                   | {\displaystyle \mathbb {Z} _{2}} | {\displaystyle \mathbb {Z} _{2}\times \mathbb {Z} } | {\displaystyle \mathbb {Z} _{2}\times \mathbb {Z} _{2}} |

## Konečné podgrupy
Konečné podgrupy ortogonální grupy často odpovídají symetriím některých geometrických útvarů.
Konečné podgrupy grupy {\displaystyle \scriptstyle O(2)} jsou pouze cyklické grupy {\displaystyle \scriptstyle C_{n}} a dihedrální grupy {\displaystyle \scriptstyle D_{n}}. To je grupa symetrií pravidelného mnohoúhelníka.
Trojrozměrná speciální ortogonální grupa {\displaystyle \scriptstyle SO(3)} má tyto konečné podgrupy:
- Cyklické grupy {\displaystyle \scriptstyle C_{n}}
- Dihedrální grupy {\displaystyle \scriptstyle D_{n}} (odpovídá symetriím válce s podstavou pravidelného mnohoúhelníka)
- Tetrahedrální grupa {\displaystyle \scriptstyle T} (odpovídá symetriím pravidelného čtyřstěnu)
- Oktohedrální grupa {\displaystyle \scriptstyle O} (odpovídá symetriím krychle a osmistěnu)
- Ikosahedrální grupa {\displaystyle \scriptstyle I} (odpovídá symetriím pravidelného dvanáctistěnu a pravidelného dvacetistěnu).

Existence Platonských těles ve vyšších dimenzích má úzkou souvislost s existencí konečných podgrup ortogonální grupy.

## Využití
Grupy {\displaystyle \scriptstyle SO(3)} a {\displaystyle \scriptstyle O(3)} se často vyskytují ve fyzice, kde vystupují jako grupy symetrií různých systémů a rovnic. Někdy se o těchto grupách nebo jejich dvojitém nakrytí hovoří přímo jako o symetrii teorie.
Konečné podgrupy {\displaystyle \scriptstyle SO(3)} mají aplikace v krystalografii a jejich reprezentace jsou důležité ve spektroskopii.
Grupa {\displaystyle \scriptstyle SO(3,1)} se nazývá Lorentzova grupa a vyskytuje se v speciální teorii relativity jako grupa transformací souřadnic mezi inerciálními systémy. Unitární reprezentace dvojitého nakrytí této grupy jsou podstatné pro klasifikaci částic v rámci relativistické kvantové mechaniky. Pomocí jisté neunitární reprezentace dvojitého nakrytí této grupy lze popsat částici vyhovující Diracově rovnici, tzv. Diracův bispinor.
Riemannův tenzor křivosti na Riemannově varietě se dá chápat jako prvek reprezentace grupy {\displaystyle \scriptstyle O(n)} a jeho rozklad na ireducibilní komponenty definuje různé složky křivosti.